# Літинський Володимир Осипович
 Літинський Володимир Осипович — кандидат технічних наук, доцент кафедри геодезії, Інституту геодезії, Національного університету «Львівська політехніка».

## Загальна інформація
Дата народження: 1 червня 1946 року.
Освіта
У 1987 р. захистив дисертацію на здобуття наукового ступеня кандидата технічних наук Тема дисертації: «Совершенствование геодезических работ при наблюдении за деформациями бортов и отвалов карьеров» (Львів, 20.03.1987 р.);
Родина
Син — Святослав Літинський, теж викладач, а також громадський діяч, відомий своїми позовами до компаній та чиновників на захист української мови.
Донька — Оксана Літинська, фінансовий директор Південноафриканського банку в Лондоні.

## Педагогічна діяльність
Курси, які викладає:

## Нагороди та відзнаки
- Почесний геодезист України
- Почесна грамота Львівської політехніки (2002 р.)

## Наукові інтереси
Основний напрямок наукової діяльності: «Вплив електромагнітних полів на геодезичні вимірювання».

## Вибрані публікації
| Російсько-український геодезичний словник.                          | Головне управління геодезії, картографії та кадастру України. Вінниця, 1992, 408 с. | Моторний А.Д. Панько Т.І. Моторний В.А.                   |
| Геодезичний енциклопедичний словник.                                | Євросвіт, 2001, 668 с.                                                              | Двадцять один автор. Під редакцією Володимира Літинського |
| Практикум з топографії. Ч. 1.                                       | Чернігів: ЧДІЕУ, НУ “Львівська політехніка”, 2002, 152 с.                           | В.І.Ващенко Т.Г.Шевченко В.М.Колгунов                     |
| Геодезичні прилади та приладдя. Навчальний посібник.                | Львів: Євросвіт, 2003, 160 с,: іл. 89                                               | В.І.Ващенко, С.С.Перій                                    |
| Лабораторний практикум з геодезії. Ч. 2.                            | Чернігів: ЧДІЕУ, НУ “Львівська політехніка”, 2003, 92 с.                            | В.І.Ващенко, М.І.Кравцов, Л.А.Куліш, С.С.Перій, та ін.    |
| Геодезичні прилади та приладдя. 2-ге видання. Навчальний посібник.  | Львів: Євросвіт, 2006, 208 с,: іл.                                                  | В.І.Ващенко, С.С.Перій                                    |
| Геодезичні прилади в топографії. Частина перша. Навчальний посібник | Львів: Євросвіт, 2012, 268 с,: іл.                                                  | В.І.Ващенко, С.С.Перій                                    |

Спосіб компарування штрих-кодових рейок/Номер патенту: 93022|Автори: Перій Сергій Сергійович, Літинський Володимир Осипович, Літинський Святослав Володимирович|Опубліковано: 27.12.2010|МПК: G01C 5/00
Спосіб визначення середньоінтегрального коефіцієнта вертикальної рефракції/Номер патенту: 49648|Автори: Літинський Володимир Осипович, Перій Сергій Сергійович|Опубліковано: 11.05.2010|МПК: G01C 5/00
Спосіб візування зоровими трубами геодезичних приладів/Номер патенту: 86562|Автори: Літинський Святослав Володимирович, Шевченко Тарас Георгієвич, Літинський Володимир Осипович |Опубліковано: 27.04.2009|МПК: G01C 5/00
Спосіб визначення похибки перефокусуваннязорових труб геодезичних приладів/Номер патенту: 84107|Автори: Кіселик Оксана Володимирівна, Літинський Святослав Володимирович, Літинський ВолодимирОсипович, Шевченко Тарас Георгієвич|Мітки: похибки, перефокусування, зорових, труб, визначення, приладів, спосіб, геодезичних|Опубліковано: 10.09.2008 |МПК: G01C 5/00
Спосіб визначення вертикальної рефракції утурбулентній атмосфері/Номер патенту: 82452|Автори: Кіселик Оксана Володимирівна, Літинський Святослав Володимирович, Шевченко Тарас Георгієвич, Літинський Володимир Осипович|Опубліковано: 10.04.2008|МПК: G01C 5/00